# Wojciech Wolski (1930–2021)
Wojciech Wolski, ps. „Kuba” (ur. 27 sierpnia 1930 w Warszawie, zm. 20 września 2021 tamże) – polski inżynier zajmujący się hydrotechniką i geotechniką, początkowo związany z Politechniką Warszawską, a następnie ze Szkołą Główną Gospodarstwa Wiejskiego w Warszawie.

## Szkoły i pierwsza praca
Uczęszczał kolejno do szkół: Katolickiego Związku Polek (1936–1939), Liceum im. Mikołaja Reya w Warszawie (1939–1944, tajne komplety) i Liceum im. Tadeusza Reytana w Warszawie (1945–1948), w którym uzyskał maturę (1948). W czasie okupacji był harcerzem Szarych Szeregów w drużynie „Gigantów”. W roku 1948 został przyjęty (z trudnościami w związku z inteligenckim pochodzeniem i brakiem przynależności do organizacji młodzieżowych) na Wydział Inżynierii Politechniki Warszawskiej.
W lutym 1954 r. zdał egzamin magisterski na Wydziale Budownictwa Wodnego PW. Jeszcze w czasie studiów, w 1952 r., profesor Radzimir Piętkowski zaproponował mu asystenturę w Katedrze Mechaniki Gruntów i Fundamentowania. Jednakże po otrzymaniu negatywnej opinii czynników politycznych, nie mógł rozpocząć pracy na PW.
Wojciech Wolski pracę zawodową rozpoczął w roku 1949 jako praktykant w Państwowym Przedsiębiorstwie Robót Komunikacyjnych w Warszawie. Od 1950 r. pracował w Centralnym Biurze Studiów i Projektów Komunikacji, w Dziale Budowli Wodnych, który przekształcił się w Centralne Biuro Studiów i Projektów Budownictwa Wodnego „Hydroprojekt”. W „Hydroprojekcie” pracował do 1966 r. kolejno na stanowiskach starszego asystenta, projektanta, starszego projektanta i głównego specjalisty. Między innymi był głównym projektantem zapory Tresna i zapory Przeczyce.

## Kariera naukowa

### Doktorat i habilitacja
Stopień doktora nauk technicznych uzyskał w 1963 r. na podstawie rozprawy doktorskiej pt. Odkształcenia miejscowe gliny pylastej w rdzeniu zapory spowodowane filtracją, w świetle badań modelowych. Przygotowana była pod kierunkiem profesora Radzimira Piętkowskiego, na Wydziale Inżynierii Budowlanej Politechniki Warszawskiej. Stopień naukowy doktora habilitowanego otrzymał w 1968 r. na podstawie dorobku naukowego i rozprawy habilitacyjnej pt. Odporność gruntów spoistych pochodzenia fliszowego na działanie filtracji oraz ich stosowanie do budowy rdzeni zapór sypanych i narzutowych. Przygotowana została na Wydziale Melioracji Wodnych SGGW. Tytuł profesora nadzwyczajnego otrzymał w 1976 r., a profesora zwyczajnego w 1985 r.
W roku 1953 rozpoczął pracę na Wydziale Melioracji Wodnych SGGW, w Katedrze Gruntoznawstwa i Budownictwa Ziemnego, kierowanej przez profesora Władysława Kollisa, w latach 1955–1956 na stanowisku starszego asystenta, a od roku 1956 do 1968 adiunkta. W 1969 r. powołany został na stanowisko docenta, a w 1976 r. na stanowisko profesora.
Wojciech Wolski w latach 1972–1978 przez dwie kadencje był dziekanem Wydziału. W latach 1978–1984, przez dwie kadencje był prorektorem SGGW ds. inwestycji i współpracy z zagranicą.
Działalność naukowa i zawodowa Wojciecha Wolskiego koncentrowała się na modelowaniu zachowania się budowli hydrotechnicznych w okresie budowy i eksploatacji, rozwoju metodyki badań i doborze parametrów geotechnicznych na potrzeby projektowania, budowy i utrzymania budowli hydrotechnicznych i lądowych, bezpiecznym posadowieniu nasypów na podłożu słabo nośnym, fundamentowaniu budowli w trudnych warunkach geotechnicznych, monitorowaniu i ocenie stanu technicznego budowli wodnych i lądowych, bezpiecznym składowaniu odpadów komunalnych i przemysłowych oraz ocenie ich wpływu na środowisko.
Jednym z głównych kierunków działalności naukowej były prace badawcze związane z oceną stateczności i odkształceń zapór ziemnych. Był inicjatorem przeprowadzonych po raz pierwszy w Polsce badań modelowych w warunkach in situ, wykorzystanych w projektowaniu zapory w Tresnej. Prowadził prace nad udoskonaleniem metodyki badań parametrów wytrzymałościowych i ich doborem do analizy stateczności budowli ziemnych. Już w latach 70. kierował pracami zespołu nad wykorzystaniem metody elementów skończonych w analizie stateczności i odkształceń zapór ziemnych oraz podłoży betonowych budowli hydrotechnicznych.
Najbardziej intensywnie rozwijany w działalności naukowo-badawczej kierunek dotyczył badania właściwości i oceny zachowania się gruntów słabych, prowadzonych m.in. na obiektach: Pakość, Krasnystaw, Wonieść, Wolsztyn, Jezioro Dąbie i Drużno.
W latach 80. prowadzono najbardziej intensywne i kompleksowe badania na obiektach doświadczalnych w Białośliwiu i Antoninach, we współpracy z Wojewódzkim Zarządem Inwestycji Rolniczych w Pile i Szwedzkim Instytutem Geotechnicznym. Wspólne badania, odbyte staże naukowe i publikacje pozwoliły zespołowi kierowanemu przez Wojciecha Wolskiego na rozwój naukowy i zawodowy oraz uzyskanie uznania na arenie międzynarodowej. Ukoronowaniem tej współpracy były wspólne publikacje – Raporty Szwedzkiego Instytutu Geotechnicznego Nr 32 i 36 oraz współautorstwo książka Embankments on organic soils.
Wojciech Wolski kierował pracami badawczymi prowadzonymi od 70. lat dla składowiska odpadów poflotacyjnych przemysłu miedziowego Żelazny Most. Kompleksowe badania laboratoryjne i terenowe dotyczyły zarówno gruntów naturalnych podłoża składowiska, jak i zgromadzonych w nim osadów. Celem niezwykle obszernej analizy wyników badań i obliczeń było określenie warunków dalszej eksploatacji składowiska i możliwości jego rozbudowy, jako Krajowy Ekspert Geotechniczny, Wojciech Wolski koordynował prace Zespołu Ekspertów Międzynarodowych, kierowanego przez prof. M. Jamiołkowskiego z Politechniki w Turynie. Prace te dotyczyły wdrożenia „metody obserwacyjnej” na potrzeby bezpiecznego formowania nasypów składowiska Żelazny Most.
Od początku pracy w SGGW Wojciech Wolski prowadził działalność dydaktyczną obejmującą wykłady i ćwiczenia z przedmiotów: gruntoznawstwo, budownictwo ziemne, fundamentowanie, zbiorniki i zapory, drogi rolnicze. Był inicjatorem i współorganizatorem specjalizacji dyplomowej Melioracje terenów subtropikalnych, uruchomionej od 1976 r., oraz powołanych w 1978 r. stacjonarnych studiów doktoranckich. W wykładach wykorzystywał bogate własne doświadczenia projektowe i wykonawcze, zwłaszcza w zakresie budownictwa hydrotechnicznego. Był promotorem 15 rozpraw doktorskich (w tym 4 doktorantów z zagranicy) oraz kierował ponad 100 pracami magisterskimi. Opiniował kilkanaście rozpraw doktorskich i habilitacyjnych oraz wniosków o nadanie tytułu naukowego profesora.
Wojciech Wolski organizował lub współorganizował szereg konferencji. W 1973 r. zorganizował sesję naukową Geotechnika w budownictwie wodno-melioracyjnym podczas której przedstawiono dorobek naukowo-badawczy przez Niego kierowanej Katedry Geotechniki. Był inicjatorem i głównym organizatorem sympozjum Nasypy na gruntach organicznychw Poznaniu w 1977 r. Pod patronatem Polskiej Akademii Nauk zorganizował konferencje szkoleniowe Zastosowanie metody elementów skończonych w geotechnice (Jabłonna, 1980) oraz Badania i dobór parametrów geotechnicznych (Jabłonna, 1985). Podsumowaniem doświadczeń krajowych przy budowie zapór ziemnych było seminarium Zagadnienia konstrukcyjno-budowlane zapór Czorsztyn i Klimkówka (1995).
Ugruntowana pozycja Wojciecha Wolskiego jako światowej rangi geotechnika zaowocowała powierzeniem Mu zorganizowania Trzeciej Międzynarodowej Konferencji Filters and Drainages in Geotechnical and Environmental Engineering.
Wojciech Wolski prowadził wykłady jako profesor wizytujący (Visiting Professor) w Uniwersytecie w Jos (Nigeria, 1985), Politechnice w Turynie we Włoszech (1989), Uniwersytecie Major de San Simon (Boliwia, 1996). Wygłosił szereg odczytów na uczelniach zagranicznych: Ghent State University (Belgia); Technical University, Helsinki; Technical University, Tampere; Technical University, Oulu (Finlandia); McGill University (Kanada); Chalmers University, Göteborg, Technicka Hoghsholan, Sztokholm (Szwecja); Purdue University (USA); Boğaziçi University, Stambuł; Istanbul Technical University; Middle East University (Turcja); Oxford University; Cardiff University (Wielka Brytania); Politecnico di Torino (Włochy) oraz w Swedish Geotechnical Institute (Szwecja) i Danish Geotechnical Institute (Dania).
Dorobek publikacyjny Wojciecha Wolskiego był niezwykle bogaty. Obejmował około 200 artykułów naukowych (w tym około 80 w języku angielskim), opublikowanych m.in. w „Archiwum Hydrotechniki”, „Gospodarce Wodnej”, „Canadian Geotechnical Journal” oraz w materiałach światowych i europejskich konferencji Mechaniki Gruntów i Inżynierii Geotechnicznej, jak również Kongresów Wielkich Zapór. Był współautorem 12 książek, m.in. książki Zapory ziemne i monografii.
W czerwcu 2006 r. w Szkole Głównej Gospodarstwa Wiejskiego w Warszawie odbyła się jubileuszowa sesja naukowa poświęcona 50-leciu pracy naukowej i zawodowej Wojciecha Wolskiego. Z tej okazji została wydana monografia pt. Geotechnika w hydrotechnice i budownictwie lądowym.
Był członkiem korespondentem Towarzystwa Naukowego Warszawskiego. W 2014 roku został uhonorowany przez Szkołę Główną Gospodarstwa Wiejskiego w Warszawie tytułem doktora honoris causa.
Pochowany na cmentarzu Powązkowskim w Warszawie.

## Firma Geoteko
W marcu 1992 roku prof. Wolski powołał do życia firmę GEOTEKO Projekty i Konsultacje Geotechniczne Sp. z o.o. Najważniejsze prace wykonywane przez tę firmę pod kierownictwem Wojciecha Wolskiego dotyczyły: budynków wysokich (m.in. Daewoo Center, Rondo ONZ, FIM Tower w Warszawie), składowisk odpadów komunalnych i przemysłowych (m.in. Radiowo, Łubna, Żelazny Most) oraz obiektów komunikacyjnych (m.in. autostrada A2 i A4, II linia metra w Warszawie). Dokumentacje hydrogeologiczne i geologiczno-inżynierskie dla II linii metra w Warszawie wykonywane były przez Konsorcjum Geoteko – SGGW Katedra Geoinżynierii SGGW – Geoprojekt.

## Działalność społeczna
Wojciech Wolski poza pracą zawodową działał też społecznie. Był przewodniczącym Zarządu Głównego Stowarzyszenia Szarych Szeregów i członkiem Społecznego Komitetu Opieki Nad Grobami Poległych Żołnierzy Batalionu „Zośka”.

## Odznaczenia
- Złoty Krzyż Zasługi (1963)
- Krzyż Kawalerski Orderu Odrodzenia Polski (1976)
- Medal Komisji Edukacji Narodowej (1981)
- Krzyż Armii Krajowej (1993)
- Krzyż Oficerski Orderu Odrodzenia Polski (1997)
- Medal za Warszawę (1995)
- Medal Stulecia Odzyskanej Niepodległości (2018)